# Epiplema ornata
Epiplema ornata är en fjärilsart som beskrevs av Jones 1921. Epiplema ornata ingår i släktet Epiplema och familjen Uraniidae. Inga underarter finns listade i Catalogue of Life.